# Conferenza Stato-città ed autonomie locali
La Conferenza Stato-città ed autonomie locali è, insieme alla Conferenza Stato-regioni e la Conferenza unificata (che riunisce i membri delle altre due conferenze), uno dei tre organismi della Repubblica Italiana preposti a raccordare l'amministrazione centrale dello Stato con gli altri enti territoriali di cui all'articolo 114 della Costituzione.
Tali organi, pur non previsti direttamente dalla lettera della Carta costituzionale ma solo da leggi ordinarie dello Stato o atti equiparati, sono indirettamente preposti all'attuazione degli articoli 5 - laddove afferma che la Repubblica adegua i principi e i metodi della sua legislazione alle esigenze dell'autonomia e del decentramento - e 118 - allorquando, nella sua nuova formulazione seguita all'entrata in vigore della legge costituzionale 3/2001, individua nel principio di leale collaborazione uno dei moduli principali per lo svolgimento dei rapporti Stato-regioni-autonomie con riferimento alla allocazione delle funzioni amministrative.

## Storia
Lo stesso decreto legislativo 281 del 1997 che aveva regolamentato organicamente la Conferenza Stato-regioni ha istituito pure quest'altro organismo che opera in maniera del tutto analoga all'altra conferenza.

## Composizione
Allo stesso modo della Conferenza Stato-regioni, la presidenza di quest'organismo è affidata al presidente del Consiglio dei ministri, ed è composta da alcuni ministri, dai presidenti delle associazioni rappresentative dei comuni, delle province e delle comunità montane nonché da 14 sindaci e 6 presidenti di provincia.

## Funzioni
Le sue sono funzioni consultive su temi di interesse comune.